# Trifolium hybridum
Шведска или барска детелина је врста детелине из породице Fabaceae. Ова јединка цветом врло подсећа на белу детелину док целокупно гледано подсећа на црвену детелину. Некада се сматрало да је хибрид ове две врсте.

## Опис
Једногодишња или вишегодишња биљка која поседује корен са столонима. Стабло је усправно и достиже висину до 50 cm, голо и гранато/негранато.
Листови се налазе на дугим дршкама а обликом су јајасти до широко елиптични, заобљени или усечени на врху. На листовима се може увидети назубљеност по ободу са многобројним рачвастим бочним нервима. Главице су лоптасте димензија од 1,5-2,5 cm. На дршкама се налази много цветова. Чашица је са 5 нерава, а круница бела или ружичаста, димензија од 6-7 mm, 2-3 пута дужа од чашице после цветањаа. Махуна је елиптична, гола са 2-4 семена. Семе јајасто до тетраедричноо, жутозелено до тамномаслинастозелено.

## Распрострањеност
Од Кавказа до Мале Азије до атлантских земаља и Пиринејског полуострва, средњи и јужни део СССР. Средња и јужна Европа; гаји се и одомаћена у Енглеској и Северној Америци, Еуроазијски флорни елемент.

## Станиште
Ова врста се врло често среће са црвеном детелином и луцерком, на ливадама, пашњацима, поред путева и виноградима. Најбоље је прилагођена влажним земљиштима и где је pH вредност око 5, као и хладнијим температурама збoг чега је прилагођена ниским подручјима. 
Разликује се од црвене детелине по томе што не подноси високе температуре. 

## Токсичност
Ова врста је понекад одговорна за избијање или појединачне случајеве холангитиса код коња који је конзумирају као пашњак или сено. Токсичност се обично јавља када је исто тако детелина главна компонента пашњака или сена, али се верује да је неки коњи селективно пасу на мешовитим пашњацима. Принцип њене токсичности тек треба да се идентификује. Није познато да ли је агенс токсичан метаболит из саме биљке или микотоксин који производи гљива (Cimodothea trifolii) која живи на биљци. Вероватноћа тровања је наводно већа када је пашњак јако прекривен детелином у пуном цвету током влажних сезона.

## Варијабилност врсте
Subsp. Fistulosum
Subsp. Еlegans